# Überschlagtechnik
Die Überschlagtechnik wird im Keramikbereich dazu benutzt, großformatige Keramikteile bis hin zu ganzen Kachelöfen komplett mit weichem Ton aufzubauen und sie anschließend während des Trocknungsprozesses wieder in einzelne Kachelteile zu zerlegen, um so handhabbare Stücke zu erhalten.

## Geschichte
Anfang bis Mitte des 18. Jahrhunderts wurde die Überschlagtechnik erfunden, um die ausladenden Formen des Barock und Rokoko im Kachelofenbereich zu verwirklichen.
Zu dieser Zeit wurde noch der ganze Ofen in Originalgröße als Holzgerüst aufgebaut, auf das dann weiche Tonblätter aufgelegt („überschlagen“) wurden.

## Neuzeit
Heute werden auch aus Styropor (Polystyrolschaumstoff) gefertigte Grundkörper benutzt, um z. B. ergonomisch geformte Sitzbänke aus Keramik herzustellen.

## Normalfall
Bevorzugt wird ein Steggerüst aus Ton, da es beim Trocknungsvorgang mit dem äußeren Kachelblatt mitschwindet und somit eine Rissbildung vermieden wird. Ton schwindet beim Trocknen um bis zu 10 %.

## Verfahren
Zuerst wird aus angetrockneten Tonplatten ein Steggerüst aufgebaut, das die spätere Form bestimmt. Auch werden hier bereits die Schnittstellen festgelegt, bei denen nach dem Antrocknen der Korpus wieder auseinander geschnitten wird.
Auf dieses Steggerüst werden nun weiche Tonblätter aufgebracht und der Form angepasst. Diesen Vorgang nennt man Überschlagen.
Solange das Tonblatt noch weich ist, besteht nun die Möglichkeit die Oberfläche durch aufmodellierte Motive, Rahmen usw. zu dekorieren.
Hat der Korpus durch das Trocknen genügend Standfestigkeit, wird er in die vorher festgelegten Einzelteile geschnitten.
Diese werden wie bei der normalen Kachelherstellung weiterverarbeitet.

## Galerie

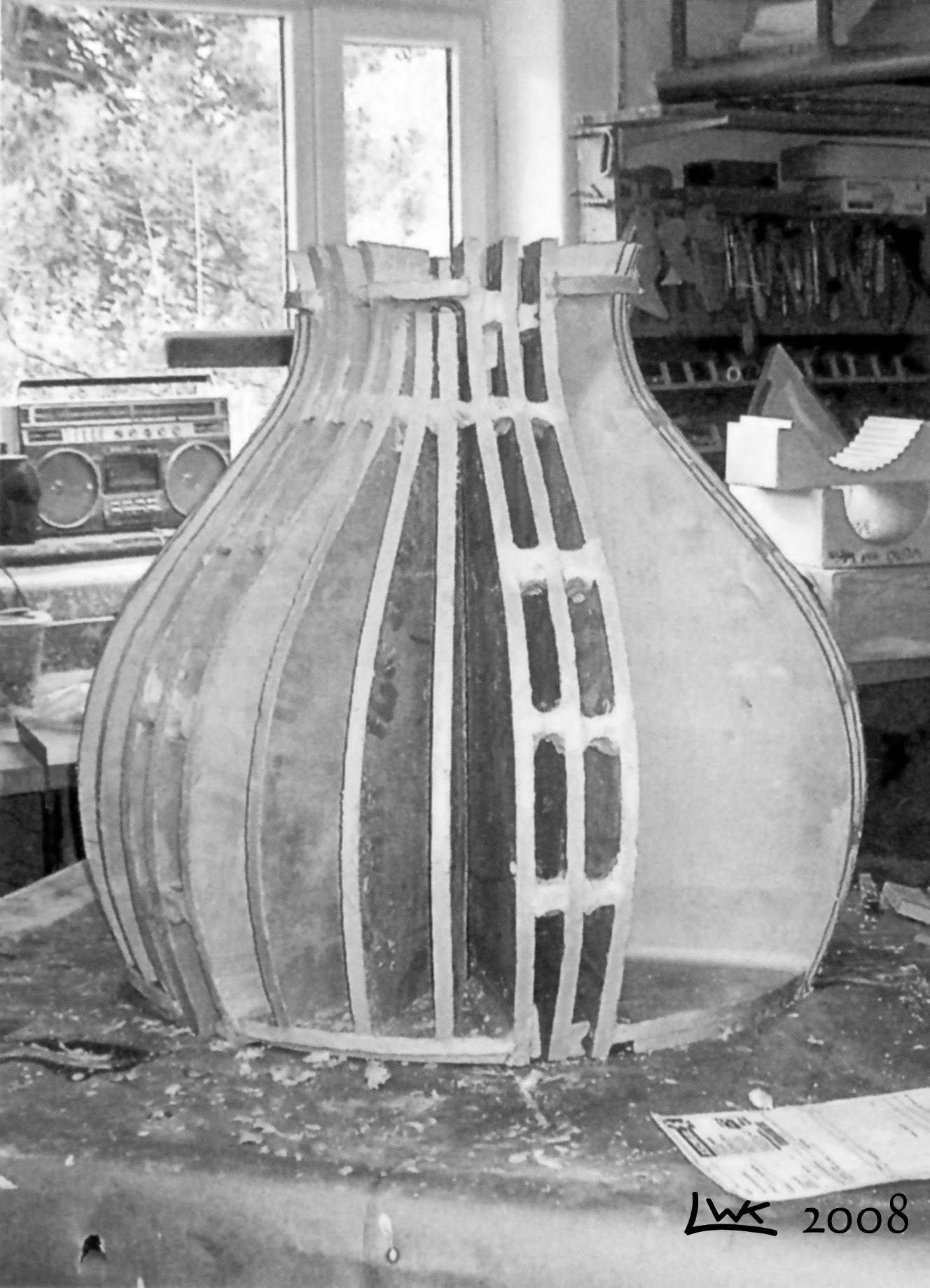
Steggerüst einer Barockkuppel
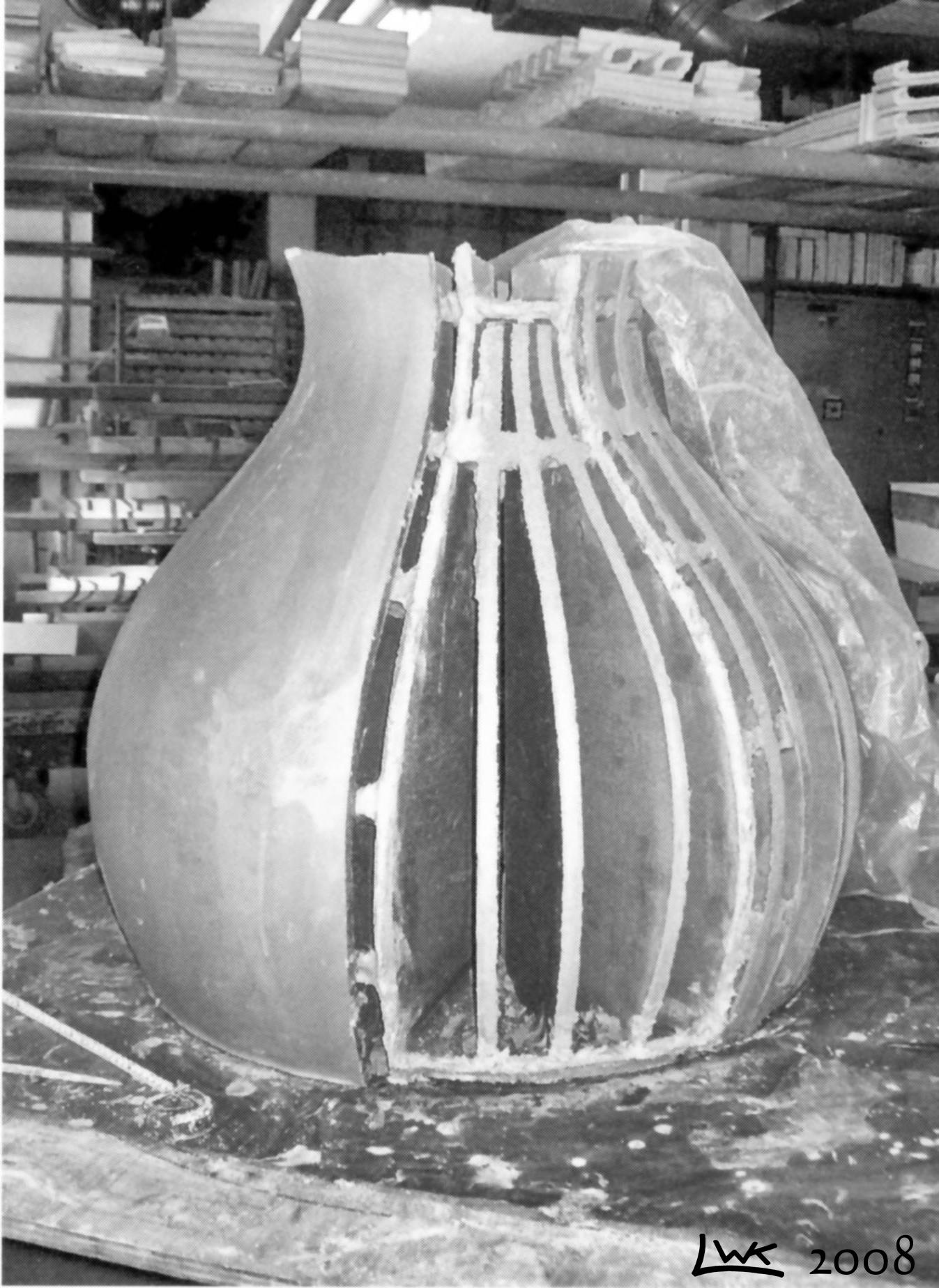
Weiches Tonblatt wird auf Steggerüst aufgarniert.
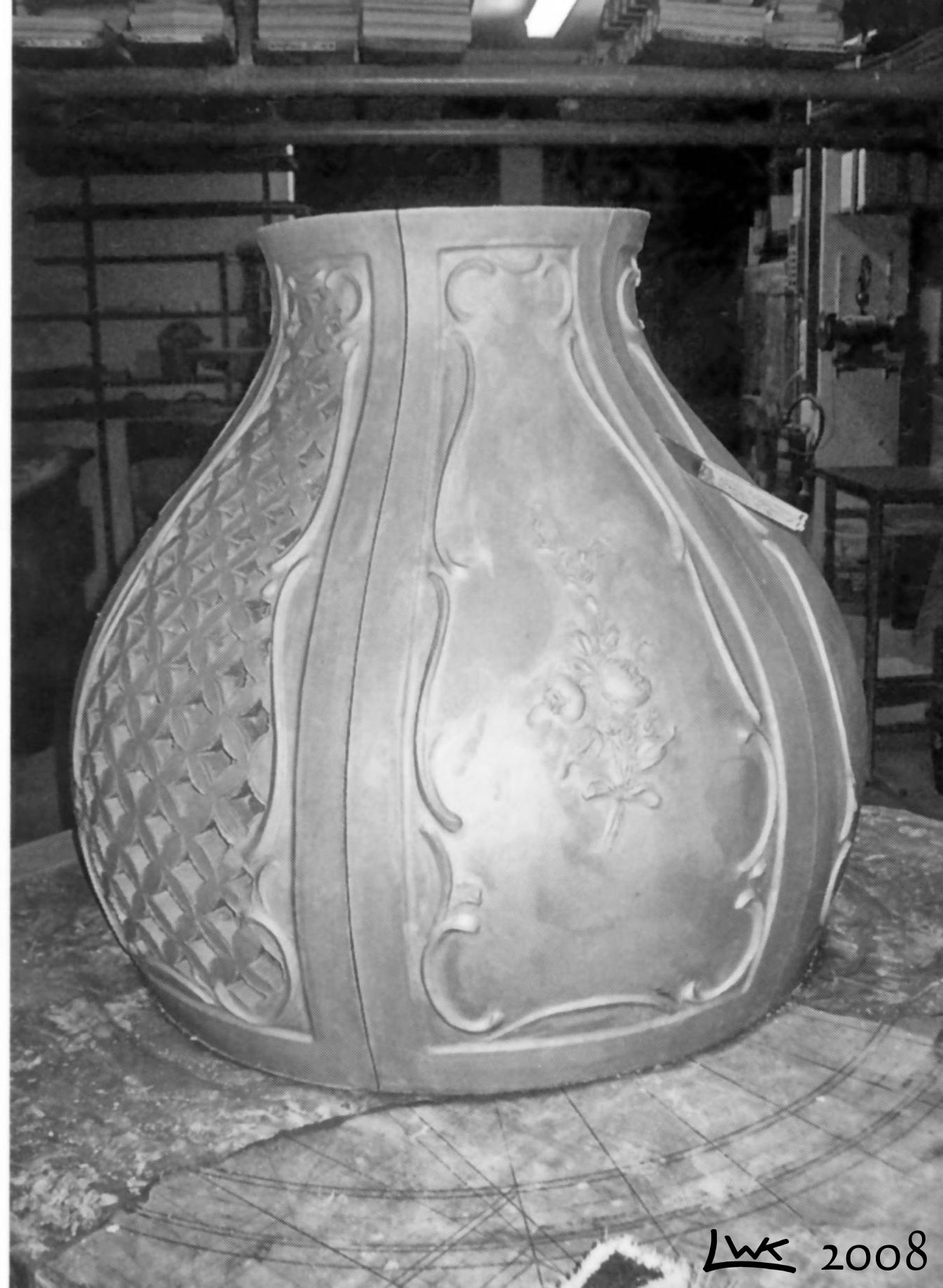
Zerschneiden der Kuppel in Einzelteile
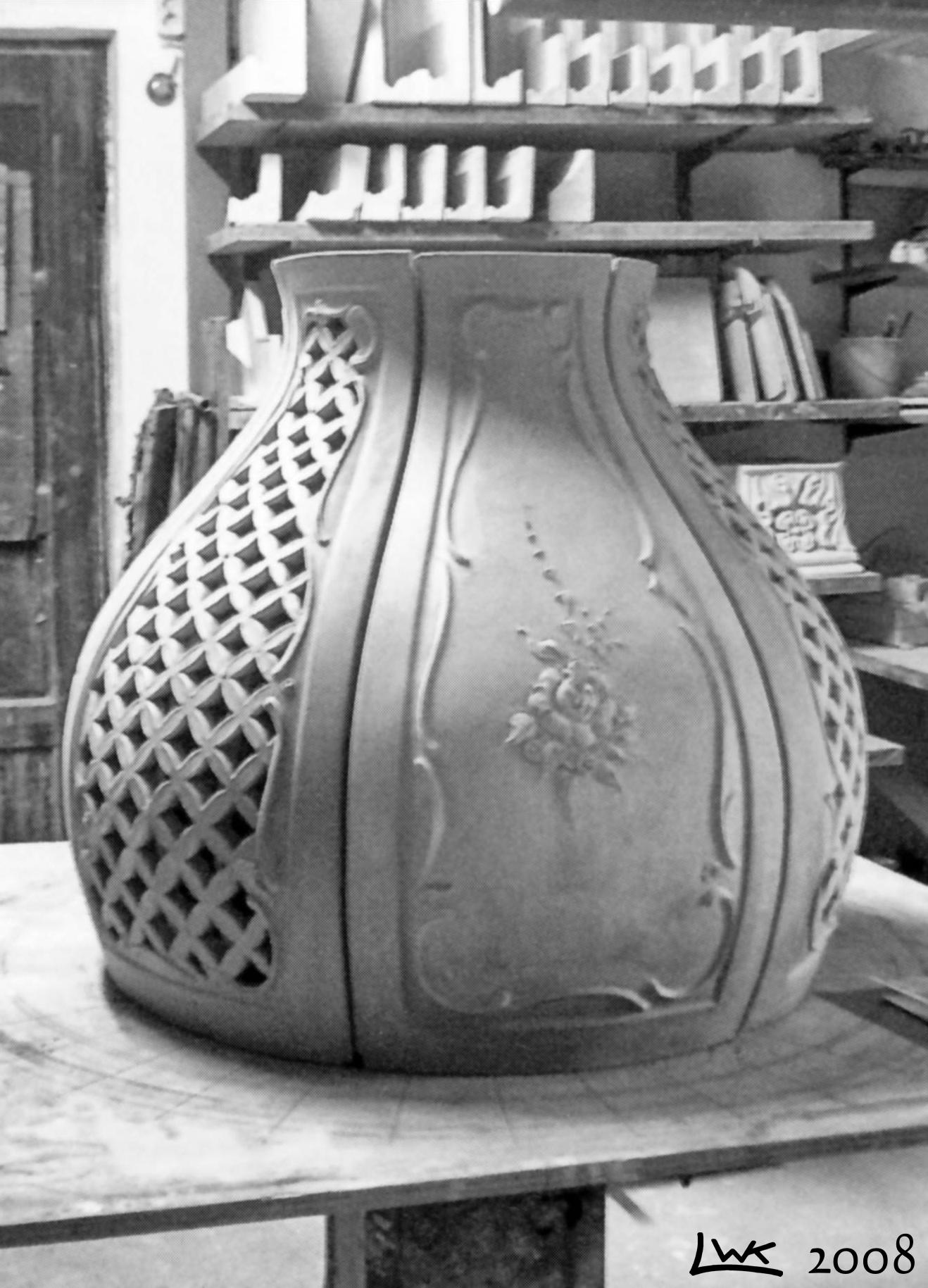
Fertige Barockkuppel